# Wincenty Franczyk
Wincenty Fabian Franczyk (ur. 22 stycznia 1901 w Parszowie, zm. 5 marca 1986) – polski ceramik, poseł na Sejm PRL IV kadencji.

## Życiorys
Syn Jana i Marianny z domu Proboszcz. Uzyskał wykształcenie podstawowe, z zawodu ceramik. Pracował na stanowisku starszego inspektora kontroli technicznej w Zakładach Płytek Ceramicznych w Opocznie. W 1965 uzyskał mandat posła na Sejm PRL w okręgu Końskie, w parlamencie pracował w Komisji Budownictwa i Gospodarki Komunalnej.
Odznaczony Srebrnym i Złotym Krzyżem Zasługi oraz Odznaką 1000-lecia Państwa Polskiego (1966).